# Antoni Piechniczek
Antoni Krzysztof Piechniczek (Chorzów, Polonia, 3 de mayo de 1942) es un exjugador, exentrenador de fútbol y actual político polaco. En su etapa como jugador profesional se desempeñaba como defensa o centrocampista.
Fue entrenador de la selección polaca en las copas mundiales de 1982 (consiguiendo el tercer lugar) y 1986.

## Selección nacional
Fue internacional con la selección de fútbol de Polonia en 3 ocasiones.

## Equipos

### Como jugador
| Equipo            | País    | Año       |
| ----------------- | ------- | --------- |
| Naprzód Lipiny    | Polonia | 1960-1961 |
| Legia de Varsovia | Polonia | 1961-1965 |
| Ruch Chorzów      | Polonia | 1965-1972 |
| LB Châteauroux    | Francia | 1972-1973 |

### Como entrenador
| Equipo                      | País                   | Año       |
| --------------------------- | ---------------------- | --------- |
| BKS Stal Bielsko-Biała      | Polonia                | 1973-1975 |
| Odra Opole                  | Polonia                | 1975-1979 |
| Ruch Chorzów                | Polonia                | 1980-1981 |
| Selección nacional          | Polonia                | 1981-1986 |
| Górnik Zabrze               | Polonia                | 1986-1987 |
| Espérance Sportive de Tunis | Túnez                  | 1987-1990 |
| Selección nacional          | Túnez                  | 1988      |
| Selección nacional          | Túnez                  | 1989      |
| Selección nacional          | Emiratos Árabes Unidos | 1993-1995 |
| Selección nacional          | Polonia                | 1996-1997 |
| Al-Rayyan                   | Catar                  | 1997      |
| Selección de Silesia        | Polonia                | 2006      |

## Palmarés

### Como jugador

#### Campeonatos nacionales
| Título          | Equipo            | País    | Año  |
| --------------- | ----------------- | ------- | ---- |
| Copa de Polonia | Legia de Varsovia | Polonia | 1964 |
| Ekstraklasa     | Ruch Chorzów      | Polonia | 1968 |

### Como entrenador

#### Campeonatos nacionales
| Título              | Equipo                      | País    | Año  |
| ------------------- | --------------------------- | ------- | ---- |
| Copa de la Liga     | Odra Opole                  | Polonia | 1977 |
| Ekstraklasa         | Górnik Zabrze               | Polonia | 1987 |
| Campeonato Nacional | Espérance Sportive de Tunis | Túnez   | 1988 |
| Campeonato Nacional | Espérance Sportive de Tunis | Túnez   | 1989 |
| Copa de Túnez       | Espérance Sportive de Tunis | Túnez   | 1989 |

#### Distinciones individuales
| Distinción                    | Año  |
| ----------------------------- | ---- |
| Entrenador del año en Polonia | 1978 |

#### Clasificación de los mejores entrenadores de todos los tiempos
| Premio       | Posición | Top 10 | Año  | Referencias |
| ------------ | -------- | ------ | ---- | ----------- |
| World Soccer | 36°      | No     | 2013 | [ 2 ] [ 3 ] |

## Condecoraciones
| Distinción                                    | Año  |
| --------------------------------------------- | ---- |
| Cruz de Oficial de la Orden Polonia Restituta | 1999 |